# Walt Disney Motion Pictures Group
Die Disney Studios Content Group (früher Walt Disney Motion Pictures Group, Inc., davor Buena Vista Motion Pictures Group) ist ein Unternehmen der Walt Disney Company und für die Sparte Filmproduktion bei Disney verantwortlich. Das Präfix des vormaligen Firmennamens „Buena Vista“ entstammt der früheren Buena Vista Company, die 1955 von Walt Disney gegründet wurde, und leitet sich von der Buena Vista Street in Burbank (Kalifornien) ab, in der die ursprünglichen Walt Disney Studios ansässig waren. Die Marke „Buena Vista“ wurde 2007 aufgegeben und durch „Walt Disney“ ersetzt. Das Unternehmen gehört zu den sogenannten Major-Studios, den fünf größten Filmunternehmen in den Vereinigten Staaten.
Die Firmengruppe umfasst mehrere Subunternehmen:
- The Walt Disney Studios
- Marvel Studios
- Disneynature
- Pixar Animation Studios
- Walt Disney Animation Studios
- Lucasfilm
- 20th Century Studios
- Searchlight Pictures
- Blue Sky Studios als Teil von 20th Century Fox Animation

Des Weiteren waren Miramax Films und ImageMovers Digital bis zu ihrem Verkauf in den Jahren 2010 bzw. 2011 Teil der Walt Disney Motion Pictures Group. Hollywood Pictures wurde 2007 geschlossen.
Im Teilkauf von 21st Century Fox 2019 war auch Fox 2000 Pictures enthalten, das ein Jahr später geschlossen wurde.
Die Filme dieser Unternehmen werden allesamt durch die Walt Disney Studios Motion Pictures verliehen und vertrieben. Dieser Verleih- und Vertriebsarm von Disney war bis 2007 als Buena Vista International bekannt. Die Bezeichnung Buena Vista ist heute nur noch für den Video- und DVD-Verleih und -Vertrieb gebräuchlich.

## Struktur
Chairman im Auftrag der Walt Disney Company ist Alan Bergman, Chief Creative Officer ist Alan F. Horn.